# Tonny van Haeren
Antonius Christianus Maria (Tonny) van Haeren ('s-Hertogenbosch, 23 september 1899 – 10 februari 1970) was een Nederlands voetballer die als verdediger speelde.

## Interlandcarrière

### Nederland
Op 14 maart 1926 debuteerde Van Haeren voor Nederland in een vriendschappelijke wedstrijd tegen België (1 – 1 gelijk).
| Interlands van Tonny van Haeren voor Nederland | Interlands van Tonny van Haeren voor Nederland | Interlands van Tonny van Haeren voor Nederland | Interlands van Tonny van Haeren voor Nederland | Interlands van Tonny van Haeren voor Nederland | Interlands van Tonny van Haeren voor Nederland |
| №                                              | Datum                                          | Wedstrijd                                      | Uitslag                                        | Soort Wedstrijd                                | Doelpunten                                     |
| Als speler bij RKVV Wilhelmina                 | Als speler bij RKVV Wilhelmina                 | Als speler bij RKVV Wilhelmina                 | Als speler bij RKVV Wilhelmina                 | Als speler bij RKVV Wilhelmina                 | Als speler bij RKVV Wilhelmina                 |
| ---------------------------------------------- | ---------------------------------------------- | ---------------------------------------------- | ---------------------------------------------- | ---------------------------------------------- | ---------------------------------------------- |
| 1.                                             | 14 maart 1926                                  | België – Nederland                             | 1 – 1                                          | Vriendschappelijk                              | 0                                              |